# Università Aleksandër Moisiu
L'Università Aleksandër Moisiu Durrës (albanese: Universiteti Aleksandër Moisiu Durrës; sigla: UAMD) è un ateneo pubblico albanese con sede a Durazzo, creato con la decisione del governo albanese n.801 del 20 dicembre 2005.
L'università è stata inaugurata nell'ottobre del 2006, e ha preso il nome dal famoso attore austriaco di origini albanesi Aleksandër Moisiu, che passò parte della sua infanzia nella vicina cittadina di  Kavajë, patria del padre.